# Сальери, Марио
Марио Сальери (итал. Mario Salieri; р. 29 ноября 1957 года, Неаполь, Италия) — итальянский режиссёр и продюсер порнофильмов.

## Биография
Родился 29 ноября 1957 года в Неаполе. Начал свою карьеру в кино с фильмов, снятых в Амстердаме. Является владельцем компании Salieri Productions.
Порнографическим фильмам Марио Сальери свойственны насыщенные сюжеты, длительные монологи и очень мрачная атмосфера. В своих фильмах Сальери часто изображает нищету, рабство и военные конфликты (например, Югославские войны).

## Премии
- 2001 Venus Award победа - Национальная премия Италии[2]
- 2001 Ninfa Award победа - Лучший режиссёр (Divina)[3]
- 2003 Venus Award победа - Лучший режиссёр (Италия)[4]
- 2007 Ninfa Award победа - Лучший режиссёр (La Viuda De La Camorra - Negro Y Azul)[5]
- 2008 European X Award – Лучший режиссёр (Италия)[6]
- 2008 Ninfa Lifetime Career Award (Public) победа[1][7]

## Избранная фильмография
- La Dolce Vita (2003)[1]
- Faust (2002)
- Casino (2001)
- Clinica della vergogna, La (1995)
- Eros e Tanatos (1995)
- Dracula (1994)[1]
- Sceneggiata napoletana (1994)
- Adolescenza perversa (1993)
- Arabika[8] (1992)
- Discesa all'inferno (1991)
- Napoli - Parigi, linea rovente 1 & 2 (1991)
- Roma Connection (1991)
- Roman Orgies - Italian Perversions